# Coupe du monde de snooker 2017
La Coupe du monde de snooker 2017 est un tournoi professionnel de snooker par équipes de catégorie non-ranking qui s'est tenu du 3 au 9 juillet 2017 au Wuxi City Sports Park Stadium à Wuxi, en Chine. Il s'agit de la quinzième édition de l'événement qui a été télévisé en direct par Eurosport player et retransmis sur Eurosport 1.
L'équipe de Chine A représentée par Ding Junhui et Liang Wenbo a remporté l'épreuve en battant en finale la paire anglaise composée de Barry Hawkins et Judd Trump sur le score de 4 frames à 3.

## Dotation
Répartition des prix :
- Vainqueur : 200 000 $
- Finaliste : 100 000 $
- Demi-finaliste : 60 000 $
- Quart de finaliste : 40 000 $
- Troisième dans le groupe : 22 500 $
- Quatrième dans le groupe : 15 000 $
- Cinquième dans le groupe : 10 000 $
- Sixième dans le groupe : 7 500 $

Dotation totale : 800 000 $

## Équipes et joueurs
| Rang | Nation          | Joueur 1              | Joueur 2          |
| ---- | --------------- | --------------------- | ----------------- |
| 1    | Chine B         | Zhou Yuelong          | Yan Bingtao       |
| 2    | Écosse          | John Higgins          | Anthony McGill    |
| 3    | Angleterre      | Judd Trump            | Barry Hawkins     |
| 4    | Chine A         | Ding Junhui           | Liang Wenbo       |
| 5    | Hong Kong       | Marco Fu              | Au Chi-wai        |
| 6    | Australie       | Neil Robertson        | Kurt Dunham       |
| 7    | Irlande du Nord | Mark Allen            | Joe Swail         |
| 8    | Pays de Galles  | Mark Williams         | Ryan Day          |
|      | Irlande         | Fergal O'Brien        | Ken Doherty       |
|      | Norvège         | Kurt Maflin           | Christopher Watts |
|      | Thaïlande       | Thepchaiya Un-Nooh    | Noppon Saengkham  |
|      | Belgique        | Luca Brecel           | Jeff Jacobs       |
|      | Inde            | Aditya Mehta          | Brijesh Damani    |
|      | Brésil          | Igor Figueiredo       | Itaro Santos      |
|      | Malte           | Alex Borg             | Duncan Bezzina    |
|      | Iran            | Hossein Vafaei        | Soheil Vahedi     |
|      | Malaisie        | Thor Chuan Leong      | Moh Keen Ho       |
|      | Allemagne       | Lukas Kleckers        | Simon Lichtenberg |
|      | Pakistan        | Hamza Akbar           | Shahram Changezi  |
|      | Chypre          | Michael Georgiou      | Antonis Poullos   |
|      | Suisse          | Alexander Ursenbacher | Darren Paris      |
|      | Égypte          | Hatem Yassen          | Basem Eltahhan    |
|      | Israël          | Eden Sharav           | Shachar Ruberg    |
|      | Finlande        | Robin Hull            | Heikki Niva       |

## Phases de groupe
Groupe A
| Date           | Équipe 1 | Score | Équipe 2       |  | Équipe 1       | Score | Équipe 2 |  | Équipe 1 | Score | Équipe 2 |
| -------------- | -------- | ----- | -------------- |  | -------------- | ----- | -------- |  | -------- | ----- | -------- |
| 3 juillet 2017 | Chine B  | 4–1   | Finlande       |  | Pays de Galles | 5–0   | Norvège  |  | Malaisie | 0–5   | Brésil   |
| 4 juillet 2017 | Chine B  | 3–2   | Norvège        |  | Pays de Galles | 3–2   | Malaisie |  | Finlande | 2–3   | Brésil   |
| 5 juillet 2017 | Chine B  | 4–1   | Brésil         |  | Pays de Galles | 5–0   | Finlande |  | Norvège  | 2–3   | Malaisie |
| 6 juillet 2017 | Chine B  | 1–4   | Pays de Galles |  | Norvège        | 2–3   | Brésil   |  | Finlande | 2–3   | Malaisie |
| 7 juillet 2017 | Chine B  | 3–2   | Malaisie       |  | Pays de Galles | 2–3   | Brésil   |  | Norvège  | 2–3   | Finlande |

| Rang | Place | Équipe         | Jeux | Manches | Manches gagnées | Manches perdues | Différence | Points |
| ---- | ----- | -------------- | ---- | ------- | --------------- | --------------- | ---------- | ------ |
| 1    | 8     | Pays de Galles | 5    | 25      | 19              | 6               | 13         | 19     |
| 2    | 1     | Chine B        | 5    | 25      | 15              | 10              | 5          | 15     |
| 3    |       | Brésil         | 5    | 25      | 15              | 10              | 5          | 15     |
| 4    |       | Malaisie       | 5    | 25      | 10              | 15              | −5         | 10     |
| 5=   |       | Finlande       | 5    | 25      | 8               | 17              | −9         | 8      |
| 5=   |       | Norvège        | 5    | 25      | 8               | 17              | −9         | 8      |

La Chine B se classe devant le Brésil parce qu'elle a gagné le match entre les deux équipes.
Groupe B
| Date           | Équipe 1 | Score | Équipe 2  |  | Équipe 1  | Score | Équipe 2  |  | Équipe 1  | Score | Équipe 2 |
| -------------- | -------- | ----- | --------- |  | --------- | ----- | --------- |  | --------- | ----- | -------- |
| 3 juillet 2017 | Chine A  | 5–0   | Irlande   |  | Hong Kong | 4–1   | Allemagne |  | Belgique  | 4–1   | Égypte   |
| 4 juillet 2017 | Chine A  | 3–2   | Allemagne |  | Hong Kong | 1–4   | Belgique  |  | Irlande   | 3–2   | Égypte   |
| 5 juillet 2017 | Chine A  | 4–1   | Égypte    |  | Hong Kong | 4–1   | Irlande   |  | Allemagne | 1–4   | Belgique |
| 6 juillet 2017 | Chine A  | 2–3   | Belgique  |  | Hong Kong | 4–1   | Égypte    |  | Allemagne | 2–3   | Irlande  |
| 7 juillet 2017 | Chine A  | 3–2   | Hong Kong |  | Allemagne | 4–1   | Égypte    |  | Irlande   | 3–2   | Belgique |

| Rang | Place | Équipe    | Jeux | Manches | Manches gagnées | Manches perdues | Différence | Points |
| ---- | ----- | --------- | ---- | ------- | --------------- | --------------- | ---------- | ------ |
| 1    |       | Belgique  | 5    | 25      | 17              | 8               | 9          | 17     |
| 2    | 4     | Chine A   | 5    | 25      | 17              | 8               | 9          | 17     |
| 3    | 5     | Hong Kong | 5    | 25      | 15              | 10              | 5          | 15     |
| 4=   |       | Irlande   | 5    | 25      | 10              | 15              | −5         | 10     |
| 4=   |       | Allemagne | 5    | 25      | 10              | 15              | −5         | 10     |
| 6    |       | Égypte    | 5    | 25      | 6               | 19              | −13        | 6      |

La Belgique se classe devant la Chine A parce qu'elle a gagné le match entre les deux équipes.
Groupe C
| Date           | Équipe 1   | Score | Équipe 2  |  | Équipe 1  | Score | Équipe 2 |  | Équipe 1 | Score | Équipe 2 |
| -------------- | ---------- | ----- | --------- |  | --------- | ----- | -------- |  | -------- | ----- | -------- |
| 3 Juillet 2017 | Angleterre | 5–0   | Suisse    |  | Australie | 2–3   | Malte    |  | Pakistan | 2–3   | Iran     |
| 4 juillet 2017 | Angleterre | 4–1   | Malte     |  | Australie | 4–1   | Pakistan |  | Suisse   | 2–3   | Iran     |
| 5 juillet 2017 | Angleterre | 4–1   | Iran      |  | Australie | 4–1   | Suisse   |  | Malte    | 3–2   | Pakistan |
| 6 juillet 2017 | Angleterre | 5–0   | Pakistan  |  | Australie | 1–4   | Iran     |  | Malte    | 1–4   | Suisse   |
| 7 juillet 2017 | Angleterre | 4–1   | Australie |  | Malte     | 0–5   | Iran     |  | Suisse   | 2–3   | Pakistan |

| Rang | Place | Équipe     | Jeux | Manches | Manches gagnées | Manches perdues | Différence | Points |
| ---- | ----- | ---------- | ---- | ------- | --------------- | --------------- | ---------- | ------ |
| 1    | 3     | Angleterre | 5    | 25      | 22              | 3               | 19         | 22     |
| 2    |       | Iran       | 5    | 25      | 16              | 9               | 7          | 16     |
| 3    | 6     | Australie  | 5    | 25      | 12              | 13              | −1         | 12     |
| 4    |       | Suisse     | 5    | 25      | 9               | 16              | −7         | 9      |
| 5=   |       | Malte      | 5    | 25      | 8               | 17              | −9         | 8      |
| 5=   |       | Pakistan   | 5    | 25      | 8               | 17              | −9         | 8      |

Groupe D
| Date           | Équipe 1 | Score | Équipe 2        |  | Équipe 1        | Score | Équipe 2  |  | Équipe 1  | Score | Équipe 2  |
| -------------- | -------- | ----- | --------------- |  | --------------- | ----- | --------- |  | --------- | ----- | --------- |
| 3 Juillet 2017 | Écosse   | 2–3   | Thaïlande       |  | Irlande du Nord | 4–1   | Chypre    |  | Inde      | 2–3   | Israël    |
| 4 juillet 2017 | Écosse   | 3–2   | Chypre          |  | Irlande du Nord | 3–2   | Inde      |  | Thaïlande | 3–2   | Israël    |
| 5 juillet 2017 | Écosse   | 4–1   | Israël          |  | Irlande du Nord | 3–2   | Thaïlande |  | Chypre    | 1–4   | Inde      |
| 6 juillet 2017 | Écosse   | 2–3   | Irlande du Nord |  | Thaïlande       | 5–0   | Inde      |  | Chypre    | 0–5   | Israël    |
| 7 juillet 2017 | Écosse   | 3–2   | Inde            |  | Irlande du Nord | 3–2   | Israël    |  | Chypre    | 0–5   | Thaïlande |

| Rang | Place | Équipe          | Jeux | Manches | Manches gagnées | Manches perdues | Différence | Points |
| ---- | ----- | --------------- | ---- | ------- | --------------- | --------------- | ---------- | ------ |
| 1    |       | Thaïlande       | 5    | 25      | 18              | 7               | 11         | 18     |
| 2    | 7     | Irlande du Nord | 5    | 25      | 16              | 9               | 7          | 16     |
| 3    | 2     | Écosse          | 5    | 25      | 14              | 11              | 3          | 14     |
| 4    |       | Israël          | 5    | 25      | 13              | 12              | 1          | 13     |
| 5    |       | Inde            | 5    | 25      | 10              | 15              | −5         | 10     |
| 6    |       | Chypre          | 5    | 25      | 4               | 21              | −17        | 4      |

## Tableau final
|  | Quarts de finale au meilleur des 7 manches (8 juillet 2017) | Quarts de finale au meilleur des 7 manches (8 juillet 2017) | Quarts de finale au meilleur des 7 manches (8 juillet 2017) |            |            | Demi-finales au meilleur des 7 manches (9 juillet 2017) | Demi-finales au meilleur des 7 manches (9 juillet 2017) | Demi-finales au meilleur des 7 manches (9 juillet 2017) |  |  | Finale au meilleur des 7 manches (9 juillet 2017) | Finale au meilleur des 7 manches (9 juillet 2017) | Finale au meilleur des 7 manches (9 juillet 2017) |
|  |                                                             |                                                             |                                                             |            |            |                                                         |                                                         |                                                         |  |  |                                                   |                                                   |                                                   |
|  | A1                                                          | Pays de Galles                                              | 1                                                           |            |            |                                                         |                                                         |                                                         |  |  |                                                   |                                                   |                                                   |
|  | B2                                                          | Chine A                                                     | 4                                                           |            |            |                                                         |                                                         |                                                         |  |  |                                                   |                                                   |                                                   |
|  | B2                                                          | Chine A                                                     | 4                                                           |            | B2         | Chine A                                                 | 4                                                       |                                                         |  |  |                                                   |                                                   |                                                   |
|  |                                                             |                                                             |                                                             |            | B2         | Chine A                                                 | 4                                                       |                                                         |  |  |                                                   |                                                   |                                                   |
|  |                                                             | D1                                                          | Thaïlande                                                   | 2          |            |                                                         |                                                         |                                                         |  |  |                                                   |                                                   |                                                   |
|  | D1                                                          | D1                                                          | Thaïlande                                                   | 2          | Thaïlande  | 4                                                       |                                                         |                                                         |  |  |                                                   |                                                   |                                                   |
|  | D1                                                          |                                                             |                                                             |            | Thaïlande  | 4                                                       |                                                         |                                                         |  |  |                                                   |                                                   |                                                   |
|  | C2                                                          | Iran                                                        | 1                                                           |            |            |                                                         |                                                         |                                                         |  |  |                                                   |                                                   |                                                   |
|  |                                                             |                                                             |                                                             |            |            |                                                         |                                                         |                                                         |  |  | B2                                                | Chine A                                           | 4                                                 |
|  |                                                             |                                                             | C1                                                          | Angleterre | 3          |                                                         |                                                         |                                                         |  |  |                                                   |                                                   |                                                   |
|  | B1                                                          | Belgique                                                    | 3                                                           |            |            |                                                         |                                                         |                                                         |  |  |                                                   |                                                   |                                                   |
|  | A2                                                          | Chine B                                                     | 4                                                           |            |            |                                                         |                                                         |                                                         |  |  |                                                   |                                                   |                                                   |
|  | A2                                                          | Chine B                                                     | 4                                                           |            | A2         | Chine B                                                 | 3                                                       |                                                         |  |  |                                                   |                                                   |                                                   |
|  |                                                             |                                                             |                                                             |            | A2         | Chine B                                                 | 3                                                       |                                                         |  |  |                                                   |                                                   |                                                   |
|  |                                                             | C1                                                          | Angleterre                                                  | 4          |            |                                                         |                                                         |                                                         |  |  |                                                   |                                                   |                                                   |
|  | C1                                                          | C1                                                          | Angleterre                                                  | 4          | Angleterre | 4                                                       |                                                         |                                                         |  |  |                                                   |                                                   |                                                   |
|  | C1                                                          |                                                             |                                                             |            | Angleterre | 4                                                       |                                                         |                                                         |  |  |                                                   |                                                   |                                                   |
|  | D2                                                          | Irlande du Nord                                             | 3                                                           |            |            |                                                         |                                                         |                                                         |  |  |                                                   |                                                   |                                                   |

## Centuries
- WAL – 140 Ryan Day, 109 Mark Williams

- THA – 133, 116 Thepchaiya Un-Nooh, 101 Noppon Saengkham

- NIR – 133, 104 Mark Allen

- SCO – 130 John Higgins

- BEL – 121 Luca Brecel

- ENG – 112 Judd Trump

- CHN B – 112 Zhou Yuelong

- AUS – 105 Neil Robertson

- MLT – 105 Duncan Bezzina

- HKG – 103 Marco Fu